# Chalcochiton bisalbifrons
Chalcochiton bisalbifrons är en tvåvingeart som beskrevs av Mario Bezzi 1922. Chalcochiton bisalbifrons ingår i släktet Chalcochiton och familjen svävflugor. Inga underarter finns listade i Catalogue of Life.